# Bridging the Gap
Bridging the Gap – drugi album studyjny amerykańskiej grupy hip hopowej Black Eyed Peas, wydany przez Interscope i will.i.am music group, 26 września 2000. Producentem krążka są: frontman grupy will.i.am, tekściarz Apl.de.ap oraz Wyclef Jean, DJ Premier, Jerry Duplessis i Rhett Lawrence.
Po wydaniu płyty z zespołu odeszła Kim Hill. Udziela się ona tylko w jednej piosence "Hot". Na płycie można usłyszeć wiele innych duetów m.in. Macy Gray (w piosence "Request + Line"). Jest to też ostatni album pod szyldem Black Eyed Peas. Mimo pozytywnych recenzji wydawnictwo nie odniosło sukcesu komercyjnego.

## Lista utworów
1. "BEP Empire" – 4:39
2. "Weekends" (feat. Esthero) – 4:46
3. "Get Original" (feat. Chali2Na) – 2:52
4. "Hot" (feat. Kim Hill) – 4:04
5. "Cali to New York" (feat. De La Soul) – 4:47
6. "Lil' Lil'" – 4:10
7. "Own My Own" (feat. Les Nubian & Mos Def) – 3:52
8. "Release" – 5:07
9. "Bridging the Gaps" – 4:56
10. "Go Go" – 4:53
11. "Rap Song" (feat. Wyclef) – 3:33
12. "Bringing It Back" – 3:36
13. "Tell Your Mama Come" – 3:14
14. "Request + Line" (feat. Macy Gray) – 9:21

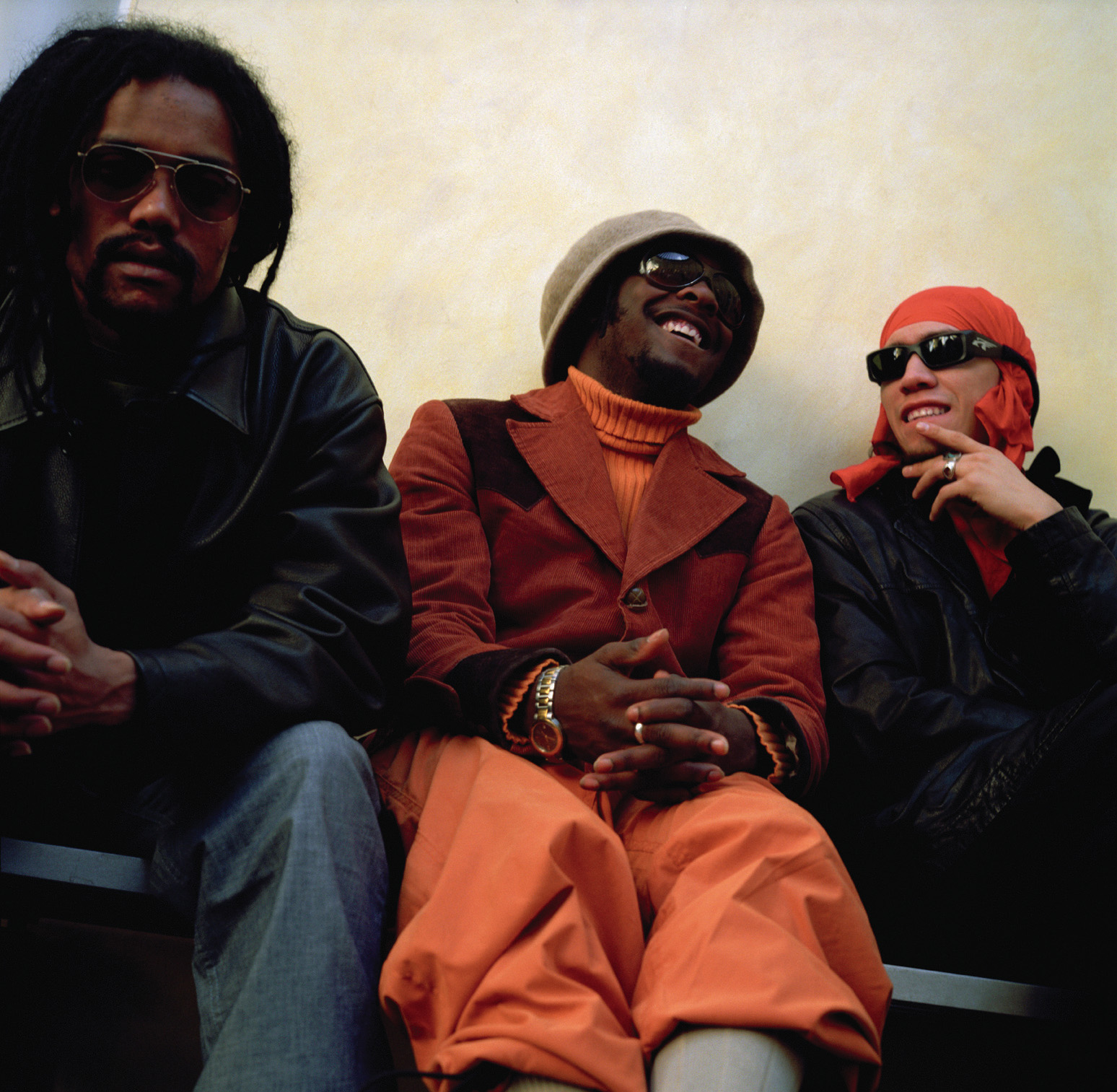
Black Eyed Peas na promocji płyty Bridging the Gap w Hamburgu (2000)

## Single
| Rok  | Singel           | Pozycja           | Pozycja                          | Pozycja         | Pozycja |
| Rok  | Singel           | Billboard Hot 100 | Hot R&B/Hip-Hop Singles & Tracks | Hot Rap Singles |         |
| 2000 | "BEP Empire"     | –                 | –                                | #44             |         |
| 2000 | "Weekends"       | –                 | #73                              | #34             |         |
| 2001 | "Request + Line" | #63               | #51                              | #2              |         |